# Одіссеас Влаходімос
Одіссе́ас Влаході́мос (грец. Οδυσσέας Βλαχοδήμος, нім. Odisseas Vlachodimos, нар. 26 квітня 1994, Штутгарт) — грецький та німецький футболіст, воротар клубу «Ньюкасл Юнайтед» та національної збірної Греції.

## Клубна кар'єра
Народився 26 квітня 1994 року в місті Штутгарт в сім'ї іммігрантів з Греції. Вихованець юнацьких команд футбольних клубів «Штутгарт-Ванген» та «Штутгарт». 25 лютого 2012 року Влаходімос дебютував за «Штутгарт II» в Третій лізі проти «Гайденгайма». 22 червня 2012 року він підписав свій перший контракт з «Штутгартом» до червня 2015 року. З сезону 2013/14 став основним воротарем резервної команди.
29 серпня 2015 року в матчі проти «Айнтрахта» Влаходімос дебютував за основну команду у Бундеслізі, замінивши на 67 хвилині півзахисника Даніеля Дідаві, після того як основний воротар команди Пшемислав Титонь був вилучений з поля, а інший воротар команди Мітчелл Лангерак пропускав матч через травму. До кінця року Одіссеас зіграв ще у двох матчах за клуб у чемпіонаті, втім закріпитись так і не зумів.
26 січня 2016 року воротар на правах вільного агента перейшов у «Панатінаїкос», де став виступати разом із своїм старшим братом Панайотісом. 3 квітня 2016 року Одіссеас дебютував у матчі грецької Суперліги з командою «Верія» (3:2), в якому вийшов в основному складі. Будучи спочатку дублером Люка Стіла, у сезоні 2016/17 Одіссеас став основним воротарем команди.
У липні 2018 року став гравцем лісабонської «Бенфіки», з якою підписав п'ятирічний контракт. У новій команді відразу став основним воротарем, посадивши на лаву Бруну Варела, який стабільно захищав ворота лісабонців у попередньому сезоні. У 2019 році виграв з командою чемпіонат та Суперкубок Португалії. Станом на 11 червня 2019 року відіграв за лісабонський клуб 47 матчів в національному чемпіонаті.

## Виступи за збірні
2008 року дебютував у складі юнацької збірної Німеччини (U-15). 2011 року був основним воротарем німецької збірної до 17 років на юнацькому чемпіонаті Європи, де німці дійшли до фіналу, і юнацькому чемпіонаті світу, на якому «бундестім» здобув бронзові нагороди. За ці досягнення Одіссеас у кінці року отримав бронзову медаль Фріца Вальтера U-17. Загалом на юнацькому рівні взяв участь у 47 іграх, пропустивши 6 голів.
Протягом 2015—2017 років залучався до складу молодіжної збірної Німеччини, разом з якою став переможцем молодіжного чемпіонату Європи 2017 року у Польщі, втім на турнірі був дублером Юліана Поллерсбека і на поле не виходив. Єдиний матч на молодіжному рівні зіграв 28 березня 2017 року проти однолітків з Португалії (0:1).
Пізніше Влаходімос вирішив грати за історичну батьківщину. 5 листопада 2018 року ФІФА дозволила йому змінити футбольне громадянство, а 9 листопада він був вперше викликаний Ангелосом Анастасіадісом до національної збірної Греції на матчі проти Фінляндії і Естонії в рамках Ліги націй УЄФА. Дебютував 15 листопада матчем проти Фінляндії (1:0).

## Титули і досягнення

### Командні
- Чемпіон Європи (U-21): 2017
- Чемпіон Португалії (2):

«Бенфіка»: 2018-19, 2022-23
- Володар Суперкубка Португалії (2):

«Бенфіка»: 2019, 2023